# Eurovision Choir
L'Eurovision Choir (precedentemente noto anche come Eurovision Choir of the Year) è stata una competizione corale biennale, ispirata ai World Choir Games, creata e organizzata dall'Unione europea di radiodiffusione (UER) e dall'Interkultur Foundation nel 2017, aperta a tutti i membri dell'unione.

## Storia
L'idea di un contest basato su canti corali internazionali era già stata proposta nel 2014 dall'emittente televisiva lettone LTV e da Arte, un network televisivo internazionale, seguendo il concetto di "Nato a Riga", la capitale lettone, vista come una delle città più attive dal punto di vista corale e luogo perfetto dunque per l'origine di una competizione musicale di questo genere.
Le idee delle emittenti si sarebbero realizzate tre anni dopo, quando furono ufficialmente scelte la data del 22 luglio 2017 (confermata già nel novembre 2016) e la capitale lettone come sede della prima edizione dell'Eurovision Choir of the Year.
Nel 2017 viene quindi inaugurato l'Eurovision Choir of the Year, al quale prendono parte nove paesi: Austria, Belgio, Danimarca, Galles, Germania, Slovenia, Ungheria, Lettonia ed Estonia. Questa edizione è stata ospitata all'Arena Riga, dove trionfa la Slovenia, rappresentata dalle Carmen Manet che si sono esibite con tre brani diversi (in lingua slovena) e con abiti tradizionali.
Il 3 agosto 2019 è stata la seconda città svedese per abitanti, Göteborg, ad ospitare la seconda edizione della manifestazione, alla quale hanno preso parte dieci nazioni, tra cui quattro debuttanti: Norvegia, Scozia, l'ospitante Svezia e la Svizzera, i cui cori, insieme a quelli di Belgio, Galles, Germania, Lettonia e Slovenia si sono esibiti presso la Partille Arena.
Dopo un'edizione cancellata per ragioni dovute alla pandemia di COVID-19, l'evento è stato rinviato al 2023, con la Lettonia confermata nuovamente come nazione ospitante del concorso.

## Format
Ogni paese partecipante propone un coro non professionale di qualsiasi genere che può eseguirsi dai 3 ai 5 minuti sul palco, presentando uno o più brani (dal genere libero e che può rispecchiare la tradizione nazionale o regionale). Sono ammessi strumenti musicali, purché suonati dai coristi, e solisti che però non devono dominare durante la performance.
Alla fine dei brani in gara la Giuria Internazionale, formata da esperti musicali e conduttori/coristi, è determinante: dopo aver commentato la performance appena conclusa, ciascun membro decide all'unanimità chi sia il gruppo corale vincitore.

## Partecipanti
Paesi che hanno partecipato almeno una volta
     Paesi che non hanno mai partecipato ma potrebbero
     Paesi che avrebbero dovuto debuttare ma che si sono ritirati prima della finale

Paesi che hanno partecipato almeno una volta
Paesi che non hanno mai partecipato ma potrebbero
Paesi che avrebbero dovuto debuttare ma che si sono ritirati prima della finale

Di seguito sono riportati i paesi partecipanti in ordine d'esordio:
| Anno | Paese debuttante                                                                            |
| ---- | ------------------------------------------------------------------------------------------- |
| 2017 | Austria - Belgio - Danimarca - Estonia - Galles - Germania - Lettonia - Slovenia - Ungheria |
| 2019 | Norvegia - Scozia - Svezia - Svizzera                                                       |

## Edizioni
| Anno | Città e paese ospitanti  | Partecipanti      | Vincitore         | Coro              | Brano/i                | Lingua            |
| ---- | ------------------------ | ----------------- | ----------------- | ----------------- | ---------------------- | ----------------- |
| 2017 | Arena Riga, Riga         | 9                 | Slovenia          | Carmen Manet      | Ta na Solbici          | Sloveno           |
| 2017 | Arena Riga, Riga         | 9                 | Slovenia          | Carmen Manet      | Adrca                  | Sloveno           |
| 2017 | Arena Riga, Riga         | 9                 | Slovenia          | Carmen Manet      | Aj, zelena je vsa gora | Sloveno           |
| 2019 | Partille Arena, Göteborg | 10                | Danimarca         | Vocal Line        | True North             | Inglese           |
| 2019 | Partille Arena, Göteborg | 10                | Danimarca         | Vocal Line        | Viola                  | Danese            |
| 2021 | Evento cancellato        | Evento cancellato | Evento cancellato | Evento cancellato | Evento cancellato      | Evento cancellato |

## Vincitori

La mappa dei vincitori

| # | Paese     | Anno |
| - | --------- | ---- |
| 1 | Slovenia  | 2017 |
| 1 | Danimarca | 2019 |

## Presentatori
| Anno | Città e paese ospitanti  | Presentatori                     |
| ---- | ------------------------ | -------------------------------- |
| 2017 | Arena Riga, Riga         | Eva Johansone e Eric Whitacre    |
| 2019 | Partille Arena, Göteborg | Ella Petersson e Petroc Trelawny |